# Blackpool (mini-série)
Pour les articles homonymes, voir Blackpool (homonymie).
Blackpool est une mini-série britannique en six épisodes d'une heure créée par Peter Bowker (en) et diffusée entre le 11 novembre et le 6 décembre 2004 sur BBC One.
En France, la télésuite a été diffusée en 2007 sur Cinéculte.

## Synopsis
L'homme qui règne sur Blackpool, la station balnéaire du jeu, s'appelle Ripley Holden. Admirateur d'Elvis Presley, il est dévoré d'ambition et rêve de faire de Blackpool le « Las Vegas » de l'Angleterre. Holden est aussi un mari infidèle et un père maladroit qui peine à comprendre ses enfants. La découverte d'un cadavre dans sa nouvelle salle de jeux va tout changer…

## Distribution
- David Morrissey : Ripley Holden
- Sarah Parish : Natalie Holden
- David Tennant : DI Carlisle
- Georgia Taylor (en) : Shyanne Holden
- Thomas Morrison (en) : Danny Holden
- John Thomson (en) : Terry Corlette
- Steve Pemberton : Adrian Marr

## Fiche technique
- Réalisateurs : Coky Giedroyc, Julie Anne Robinson
- Scénariste : Peter Bowker

## Épisodes et musique

### Épisode 1 (Episode 1)
- Viva Las Vegas d'Elvis Presley
- You Can Get It If You Really Want de Jimmy Cliff
- She's Not You d'Elvis Presley
- These Boots Are Made for Walkin' de Nancy Sinatra

### Épisode 2 (Episode 2)
- The Gambler de Kenny Rogers
- Cupid de Johnny Nash
- Should I Stay de Gabrielle
- I Second That Emotion de The Miracles

### Épisode 3 (Episode 3)
- Brilliant Mistake d'Elvis Costello
- Can You Feel the Force de The Real Thing
- Sqweeze Me, Pleeze Me de Slade
- The Boy with the Thorn in His Side de The Smiths
- The Secrets That You Keep de Mud

### Épisode 4 (Episode 4)
- Walk Tall de Val Doonican
- I'm Gonna Make You Love Me de Diana Ross / The Supremes / The Temptations
- Ooh La La de The Faces

### Épisode 5 (Episode 5)
- Should I Stay or Should I Go de The Clash
- Invisible d'Alison Moyet
- Don't Stop Me Now de Queen
- Knock Knock de Mary Hopkin

### Épisode 6 (Episode 6)
- White Wedding de Billy Idol
- There Goes My Everything d'Engelbert Humperdinck
- Don't Leave Me This Way de The Communards
- (There's) Always Something There to Remind Me de Sandie Shaw

## Résumés
- Épisode 1 : C'est le grand jour pour Ripley Holden. Ce dernier ouvre sa nouvelle salle de jeu le soir même à Blackpool. Holden est un gros buveur ainsi qu'un Don Juan, qui a fermé ces autres affaires dans le seul but d'ouvrir un hôtel-casino. Le lendemain de la soirée d'ouverture, un corps sans vie est retrouvé à quelques mètres du lieu flambant neuf. La victime s'avère être un tricheur démasqué lors de la soirée de la veille, avec qui Holden a eu une altercation. Celui-ci nie l'avoir seulement vu ou parler à l'homme. Peter Carlise est alors assigné à l'enquête, dans laquelle Holden est le suspect principal. C'est pour cette raison qu'il ordonne la fermeture de la salle de jeu...

## Commentaires
L'originalité principale de Blackpool réside dans des interludes musicaux auxquels participent les acteurs, ce qui en fait une comédie musicale.

## Nominations
- Golden Globe Award 2005 : Meilleur mini-série dramatique